# Lorenzo Gastaldi
Lorenzo Gastaldi (Torino, 18 marzo 1815 – Torino, 25 marzo 1883) è stato un arcivescovo cattolico italiano.

## Biografia
Nacque a Torino il 18 marzo 1815.

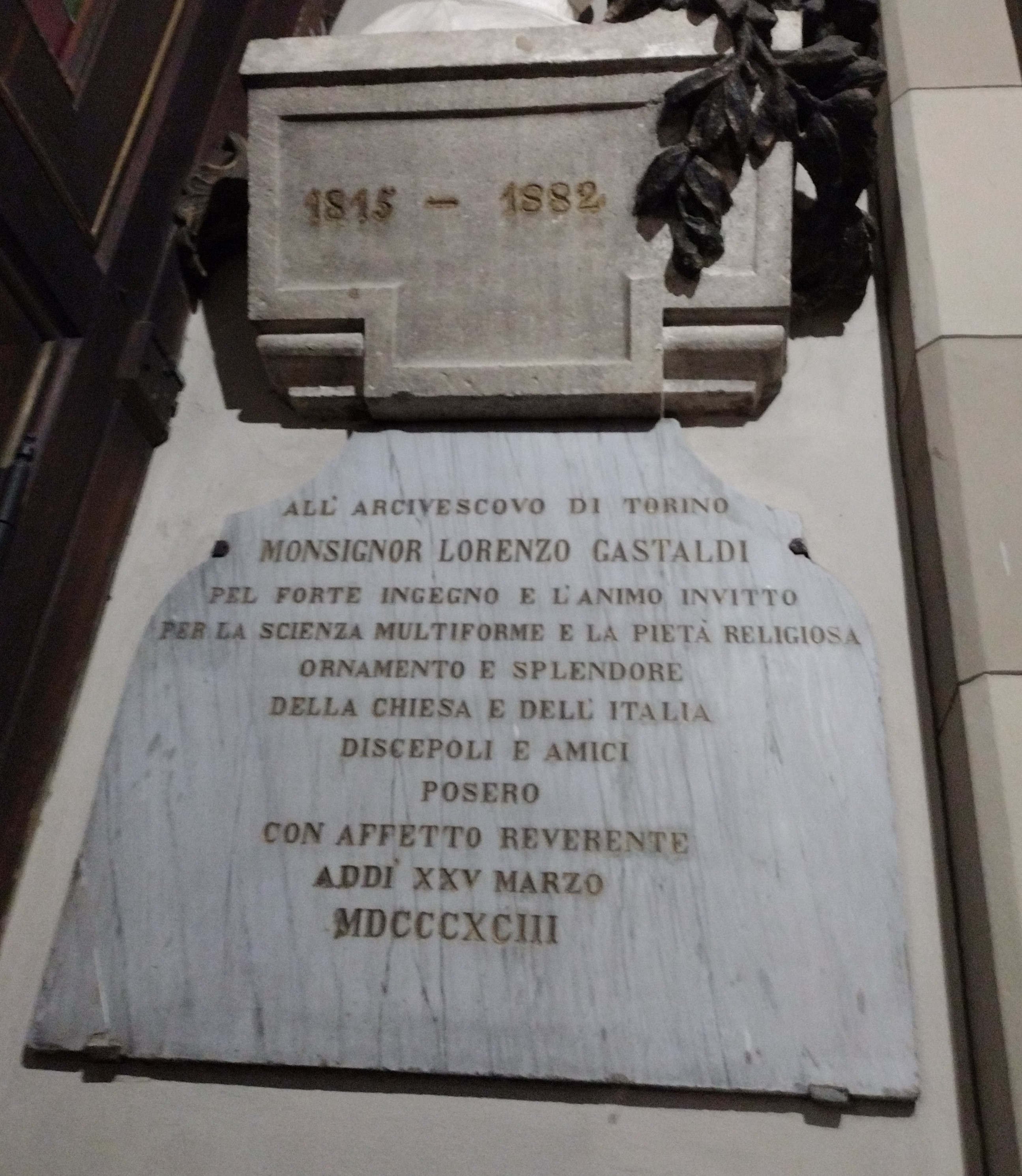
Lapide in memoria di Mons Lorenzo Gastaldi (Torino, chiesa del Sacro Cuore, via Nizza)

Fu ordinato presbitero il 23 settembre 1837, entrò nell'Istituto della Carità, ma ne chiese poi l'allontanamento divenendo sacerdote secolare.
Fu eletto vescovo di Saluzzo il 20 marzo 1867 e fu consacrato vescovo il 2 giugno dello stesso anno dall'arcivescovo Alessandro Riccardi di Netro.
Al Concilio Vaticano I fu uno strenuo sostenitore dell'infallibilità papale.
Fu eletto arcivescovo metropolita di Torino il 27 ottobre 1871; il suo operato si contraddistinse per l'aver promosso istituti di cultura e di formazione per il clero tra i quali, in particolare, la Pontificia facoltà teologica di Torino, fondata nel 1874..
Aveva 12 fratelli, esponenti di spicco della cultura laica e risorgimentale piemontese, due dei quali erano Bartolomeo Gastaldi, geologo e paleontologo, uno dei fondatori del Positivismo in Italia, e Andrea Gastaldi, pittore. 
Morì il 25 marzo 1883. Le sue spoglie sono conservate nella cappella degli arcivescovi nel cimitero monumentale di Torino.

## Genealogia episcopale e successione apostolica
La genealogia episcopale è:
- Cardinale Scipione Rebiba
- Cardinale Giulio Antonio Santori
- Cardinale Girolamo Bernerio, O.P.
- Arcivescovo Galeazzo Sanvitale
- Cardinale Ludovico Ludovisi
- Cardinale Luigi Caetani
- Cardinale Ulderico Carpegna
- Cardinale Paluzzo Paluzzi Altieri degli Albertoni
- Papa Benedetto XIII
- Papa Benedetto XIV
- Papa Clemente XIII
- Cardinale Bernardino Giraud
- Cardinale Alessandro Mattei
- Cardinale Pietro Francesco Galleffi
- Cardinale Giacomo Filippo Fransoni
- Arcivescovo Alessandro Riccardi di Netro
- Arcivescovo Lorenzo Gastaldi

La successione apostolica è:
- Vescovo Alfonso Buglione di Monale (1871)
- Arcivescovo Celestino Matteo Fissore (1871)
- Vescovo Giuseppe Maria Sciandra (1871)
- Arcivescovo Joseph-Auguste Duc (1872)
- Vescovo Enrico Gajo, O.F.M.Cap. (1872)
- Vescovo Giovanni Domenico Vassarotti (1874)
- Beato Vescovo Edoardo Giuseppe Rosaz (1878)